# ハート (文具)
ハート株式会社（英: Heart Co.,Ltd.）は、大阪府大阪市中央区和泉町に本社を置く封筒や名刺の紙製品の製造販売をおこなう企業である。1935年創業。

## 会社概要
名刺や封筒を主力製品として、各種カードやカレンダーなど各種紙製品の製造・販売を手掛ける。各種紙製品製造業界においては国内随一のネームバリューを持つ。特に名刺やカード類に強い。
この他、各種賞状用紙や販促用のノベルティ用品など扱いは多岐に渡ると共に、近年では蛍光灯などの光を通すと、情報が透けて見えてしまう等の欠点を解消した「透けない封筒」などのアイデア商品も開発されている。
近年ではデジタルメディアが飛躍的拡大を見せる中、紙製品の需要の低下も懸念されている一方で、ソフトの充実とオンラインショップの拡大によって、それに立ち向う姿勢を見せている。

## 主な取扱商品
- 封筒
- 名刺
- はがき
- カード類（挨拶状・招待状・礼状・クリスマスカードなど）
- 賞状
- 納品書・領収書・証書類
- 紙製クリアファイル
- 年賀状デザイン集
- カレンダー
- のし紙・のし袋

## 事業所
- 本社 - 大阪市中央区和
- 札幌支店 - 札幌市西区
- 仙台支店 - 仙台市若林区
- 水戸支店 - 水戸市
- 大宮支店 - さいたま市北区
- 東京支店 - 東京都千代田区
- 中央江東支店 - 東京都江東区
- 新宿支店 - 東京都新宿区
- 杉並支店 - 東京都杉並区
- 板橋支店 - 東京都板橋区
- 浅草支店 - 東京都台東区
- 品川支店 - 東京都品川区
- 横浜支店 - 横浜市港南区
- 静岡支店 - 静岡市駿河区
- 名古屋支店 - 名古屋市中村区
- 金沢支店 - 金沢市
- 京都支店 - 京都市南区
- 大阪中央支店 - 大阪市中央区
- 大阪東支店 - 大阪府八尾市
- 神戸支店 - 神戸市兵庫区
- 岡山支店 - 岡山市北区
- 高松支店 - 高松市鶴市
- 広島支店 - 広島市中区
- 福岡支店 - 福岡市博多区

## 沿革
- 1935年 - 田中名刺紙店を創業
- 1948年 - 大阪・松屋町筋に店舗を開設
- 1956年 - ハート名刺株式会社設立
- 1965年 - ハート封筒株式会社設立
- 1968年 - ハート封筒株式会社 大阪工場を大阪府八尾市に開設
- 1970年 - ハート名刺株式会社からハート株式会社に社名変更
- 1990年 - 新社屋完成に伴い本社移転（現所在地）
- 2002年 - ハート封筒株式会社 日立工場開設
- 2004年 - 日立工場 第２工場開設
- 2015年 - 日立工場 第３工場開設